# Abric del Mas d'en Carles
L'abric del Mas d'en Carles és un abric del municipi de Montblanc (Conca de Barberà) amb representacions de pintura rupestre protegides com a Patrimoni de la Humanitat en el conjunt de l'Art rupestre de l'arc mediterrani de la península Ibèrica. Està situat en el vessant oriental del barranc del Pirro, en els cingles de Mas d'en Gran, molt a prop del Mas d'en Carles, en la partida de Rojals.

## Abric
És un abric natural de 20 m d'amplada amb el conjunt de pintures rupestres localitzat a l'extrem oriental. S'han identificat un total de 16 figures d'estil esquemàtic de color ataronjat i vermell castany.
Les pintures del Mas d'en Carles eren conegudes per veïns de la zona i l'any 1927 en comunicaren l'existència a J. Iglésias i Salvador Vilaseca que hi feren treballs de camp i en publicaren els resultats. Es van localitzar també, al barranc adjacent a la balma, fragments de ceràmica feta a mà amb decoració de mugrons.

## Pintures rupestres
Les figures 1, 2 i 3 són restes, alguns traços de pintura sense morfologia aparent.
Les figures 4 i 5 són digitacions, elements quasi circulars, un dels quals és bastant definit.
La figura 6 són restes de pigment que no configuren cap forma reconeixedora.
La figura 7 és una barra de traç simple, vertical, molt incomplet en els seus perfils.
La figura 8 és un cercle amb cruciforme. El motiu és esquemàtic format per dos traços creuats en el punt mitjà i inscrits en un cercle molt irregular. El traç vertical es perllonga uns centímetres més avall del cercle.
La figura 9 és una representació humana. Té un traç central que presenta el seu extrem superior un element circular, de perfil imprecís, que podria representar el cap. En l'extrem contrari, un traç horitzontal es doblega formant angle en els seus extrems la qual cosa sembla voler indicar les cames. El traç central es perllonga sobre la línia horitzontal i marca el que podria ser el sexe masculí. Des d'aquesta línia central, que es presenta lleugerament corbada, en surt, immediatament després del cap, un element semicircular a cada banda que podria interpretar-se com els braços, i en la zona mitjana, dos traços que descriuen diferents curvatures més o menys simètriques. La seva conservació és regular.
La figura 10 és punctiforme. Consta d'una sèrie de cinc punts en una alineació i dos en una altra que formen angle amb la primera.
La figura 11 és un antropomorf, una simplificació de la figura humana. Consta d'un traç vertical arrodonit en els extrems i dos traços horitzontals, el superior dels quals té més longitud que el seu paral·lel inferior. La seva conservació és bona tot i patir alguns descrostaments.
La figura 12 són restes de pigment que semblen configurar una barra.
La figura 13 és un traç ample irregular disposat quasi en horitzontal.
La figura 14 és un element circular de gruix uniforme. La seva conservació és bona.
La figura 15 és de tipus "phi" o "braços fent nansa". És una figura formada per un traç semicircular encorbat cap a la zona inferior, dividit en dos per una línia vertical. Aquesta línia vertical és travessada en la zona mitjana per un traç horitzontal que uneix els dos extrems de la corba. El de la part esquerra sobrepassa aquesta corba. La seva conservació és bona.
La figura 16 és un oculat. Consta d'un traç vertical que divideix en dos, asimètricament, un element quasi ovalat en l'espai esquerre del qual hi ha un punt. Aquesta figura va ser considerada per P. Acosta com una representació humana de "braços fent nansa". No obstant això, R. Viñas la situa entre els ídols oculats de l'Edat del Bronze.